# Russ Hamilton (Sänger)
Russ Hamilton (* 19. Januar 1932 in Everton, Liverpool; † 11. Oktober 2008 in Buckley, Flintshire, Wales; eigentlich Ronald Hulme) war ein britischer Songwriter und Sänger.

## Biografie
Russ Hamilton wuchs in Liverpool auf und arbeitete als Verkäufer und später als „Redcoat“ (eine Art Entertainer) für die Ferienanlagenkette Butlin’s. Mit Kollegen zusammen gründete er eine Skiffle-Gruppe. Mit ihnen zusammen nahm 1957 er die Single We Will Make Love auf, die prompt Platz 2 der britischen Charts erreichte. Die Single wurde auch in den USA veröffentlicht, wo die B-Seite Rainbow ein Platz 4 der Billboard-Charts erreichte. Er war damit der erste Star aus Großbritannien, der auf den beiden Seiten des Atlantiks Erfolg verbuchen konnte. In Großbritannien wurde ihm eine Goldene Schallplatte verliehen.
Vom plötzlichen Erfolg überrascht blieb er dennoch Butlins treu und versuchte beide Tätigkeiten zu verbinden. Die Nachfolge-Single Wedding Ring erreichte die Top 20 der britischen Single-Charts. Weitere Singles in Großbritannien scheiterten allerdings. 1960 unterschrieb er für die USA einen Vertrag mit dem Label MGM Records, konnte jedoch trotz zahlreicher Singles auch dort keine weiteren Erfolge verbuchen. Er tourte dort mit den Rolling Stones und trat in der „Patti Page Show“ auf. Anfang der 1960er Jahre war seine Musikkarriere jedoch beendet.
1967 trat er noch einmal als „Redcoat“ auf und 1986 spielte er We Will Make Love im Musical Grease bei einer Aufführung in Chester.

## Diskografie

### Singles
- We Will Make Love / Rainbow (1957)
- Wedding Ring / I Still Belong to You (1957)
- Little One / I Had a Dream (1958)
- I Don’t Know / My Mother’s Eyes (1958)
- Tip Toe Through the Tulips / Drifting and Dreaming (1958)
- September in the Rain / I Wonder Who’s Kissing Her Now (1958)
- Things I Didn’t Say / Strange Are the Ways of Love (1958)
- The Reprieve of Tom Dooley / Dreaming of You (1959)
- My Unbreakable Heart / I Found You (1959)
- Smile, Smile, Smile and Sing, Sing Sing / Shadow (1959)
- Mama / Things No Money Can Buy (1960)
- It’s a Sin to Tell a Lie / Folks Get Married in the Spring (1960)
- Gonna Find Me a Bluebird / Choir Girl (1960)
- The Lonesome Cowboy / My Love (1961)
- Take a Chance on Me / I Stand Around (1962)
- Valley of Love / Loneliest Boy in Town (1963)
- We Will Make Love / No One Can Love Like You (1963)